# Liste der Bundestagswahlkreise 1976
Die Liste der Bundestagswahlkreise 1976 listet alle 248 Wahlkreise auf, die für die Bundestagswahl 1976 maßgeblich waren. Sie wurden in der amtlichen Bekanntmachung der Wahlkreiseinteilung vom 4. August 1976 festgelegt. Die Verteilung der Wahlkreise auf die Bundesländer blieb im Vergleich zur Bundestagswahl 1972 unverändert. In Schleswig-Holstein wurden mehrere Wahlkreise im Vergleich zu 1972 vollkommen neu zugeschnitten. Insbesondere in Niedersachsen, Nordrhein-Westfalen und Baden-Württemberg wurde die Wahlkreiseinteilung  nicht oder nur teilweise an die vorher stattgefundenen Gebietsreformen angepasst, sodass in diesen Ländern oftmals die neuen Kreis- und Gemeindegrenzen von den Wahlkreisgrenzen durchschnitten wurden.  Für die Bundestagswahlkreise anderer Jahre siehe Liste der Bundestagswahlkreise.

## Anzahl der Wahlkreise nach Bundesland
| Land                | Anzahl Wahlkreise | Nummerierung |
| ------------------- | ----------------- | ------------ |
| Schleswig-Holstein  | 11                | 1–11         |
| Hamburg             | 8                 | 12–19        |
| Niedersachsen       | 30                | 20–49        |
| Bremen              | 3                 | 50–52        |
| Nordrhein-Westfalen | 73                | 53–125       |
| Hessen              | 22                | 126–147      |
| Rheinland-Pfalz     | 16                | 148–163      |
| Baden-Württemberg   | 36                | 164–199      |
| Bayern              | 44                | 200–243      |
| Saarland            | 5                 | 244–248      |

## Liste der Wahlkreise mit Gebietsbeschreibung

### Schleswig-Holstein
| Nr. | Wahlkreis                          | Gebiet                                                     |
| --- | ---------------------------------- | ---------------------------------------------------------- |
| 1   | Flensburg – Schleswig              | Flensburg, Kreis Schleswig-Flensburg                       |
| 2   | Nordfriesland – Dithmarschen-Nord  | Kreis Nordfriesland, Kreis Dithmarschen (nördlicher Teil)  |
| 3   | Steinburg – Dithmarschen-Süd       | Kreis Steinburg, Kreis Dithmarschen (südlicher Teil)       |
| 4   | Rendsburg-Eckernförde              | Kreis Rendsburg-Eckernförde                                |
| 5   | Kiel                               | Kiel                                                       |
| 6   | Plön – Neumünster                  | Kreis Plön, Neumünster                                     |
| 7   | Pinneberg                          | Kreis Pinneberg                                            |
| 8   | Segeberg – Stormarn-Nord           | Kreis Segeberg, Kreis Stormarn (nördlicher Teil)           |
| 9   | Ostholstein                        | Kreis Ostholstein                                          |
| 10  | Herzogtum Lauenburg – Stormarn-Süd | Kreis Herzogtum Lauenburg, Kreis Stormarn (südlicher Teil) |
| 11  | Lübeck                             | Lübeck                                                     |

### Hamburg
| Nr. | Wahlkreis       | Gebiet |
| --- | --------------- | --- |
| 12  | Hamburg-Mitte   | Bezirk Hamburg-Mitte ohne das Ortsamtsgebiet Billstedt, vom Bezirk Altona der Stadtteil Altona Nord, vom Bezirk Wandsbek der Stadtteil Eilbek |
| 13  | Altona          | Bezirk Altona ohne Altona Nord |
| 14  | Eimsbüttel      | Bezirk Eimsbüttel |
| 15  | Hamburg-Nord I  | Vom Bezirk Hamburg-Nord die Stadtteile Hoheluft-Ost, Eppendorf, Groß Borstel, Alsterdorf, Winterhude, Ohlsdorf, Fuhlsbüttel und Langenhorn    |
| 16  | Hamburg-Nord II | Vom Bezirk Hamburg-Nord der Ortsamtsbereich Barmbek-Uhlenhorst, vom Bezirk Wandsbek die Stadtteile Bramfeld und Steilshoop                    |
| 17  | Wandsbek        | Vom Bezirk Wandsbek die Ortsamtsgebiete Walddörfer und Alstertal sowie die Stadtteile Wandsbek, Farmsen-Berne und Rahlstedt                   |
| 18  | Bergedorf       | Bezirk Bergedorf, vom Bezirk Wandsbek die Stadtteile Marienthal, Jenfeld und Tonndorf, vom Bezirk Hamburg-Mitte das Ortsamtsgebiet Billstedt  |
| 19  | Harburg         | Bezirk Harburg |

### Niedersachsen
| Nr. | Wahlkreis                    | Gebiet |
| --- | ---------------------------- | --- |
| 20  | Emden – Leer                 | Emden, Landkreis Norden, Landkreis Leer |
| 21  | Wilhelmshaven                | Wilhelmshaven, Landkreis Wittmund, Landkreis Aurich, vom Landkreis Friesland die Gemeinden Jever, Schortens, Wangerland und Wangerooge                                                 |
| 22  | Oldenburg                    | Oldenburg, Landkreis Ammerland, vom Landkreis Friesland die Gemeinden Bockhorn, Sande, Varel und Zetel                                                                                 |
| 23  | Delmenhorst – Wesermarsch    | Delmenhorst, Landkreis Wesermarsch, Landkreis Oldenburg ohne Großenkneten, Hatten und Wardenburg                                                                                       |
| 24  | Cuxhaven                     | Cuxhaven, Landkreis Wesermünde, Landkreis Land Hadeln |
| 25  | Stade                        | Landkreis Stade, Landkreis Bremervörde |
| 26  | Emsland                      | Landkreis Aschendorf-Hümmling, Landkreis Grafschaft Bentheim, Landkreis Meppen ohne Geeste, Haselünne und Meppen                                                                       |
| 27  | Cloppenburg                  | Landkreis Cloppenburg, Landkreis Vechta, vom Landkreis Oldenburg die Gemeinden Großenkneten, Hatten und Wardenburg                                                                     |
| 28  | Hoya                         | Landkreis Grafschaft Hoya, Landkreis Fallingbostel |
| 29  | Verden                       | Landkreis Verden, Landkreis Osterholz, Landkreis Rotenburg (Wümme) |
| 30  | Soltau – Harburg             | Landkreis Soltau, Landkreis Harburg, vom Landkreis Uelzen die Gemeinde Uelzen sowie die Samtgemeinden Ebstorf und Suderburg                                                            |
| 31  | Lüneburg – Lüchow-Dannenberg | Landkreis Lüneburg, Landkreis Lüchow-Dannenberg, Landkreis Uelzen ohne Uelzen und die Samtgemeinden Ebstorf und Suderburg                                                              |
| 32  | Lingen                       | Landkreis Lingen, vom Landkreis Meppen die Gemeinden Geeste, Haselünne und Meppen, Landkreis Osnabrück (nordwestlicher Teil)                                                           |
| 33  | Osnabrück                    | Osnabrück, Landkreis Osnabrück (südlicher Teil) |
| 34  | Nienburg                     | Landkreis Nienburg/Weser, Landkreis Grafschaft Diepholz, vom Landkreis Osnabrück die Gemeinden Bad Essen, Bohmte, Melle und Ostercappeln                                               |
| 35  | Schaumburg                   | Landkreis Grafschaft Schaumburg, Landkreis Schaumburg-Lippe, vom Landkreis Hannover die Gemeinden Garbsen, Neustadt am Rübenberge und Wunstorf                                         |
| 36  | Hannover I                   | Hannover (nördlicher Teil) |
| 37  | Hannover II                  | Hannover (südwestlicher Teil) |
| 38  | Hannover III                 | Hannover (südöstlicher Teil), vom Landkreis Hannover die Gemeinden Langenhagen, Barsinghausen, Gehrden, Hemmingen, Laatzen, Ronnenberg, Wennigsen und Seelze                           |
| 39  | Celle                        | Landkreis Celle, vom Landkreis Hannover die Gemeinden Burgdorf, Burgwedel, Isernhagen, Lehrte, Sehnde und Wedemark                                                                     |
| 40  | Gifhorn                      | Landkreis Gifhorn, Landkreis Peine, vom Landkreis Hannover die Gemeinde Uetze |
| 41  | Hameln – Springe             | Landkreis Hameln-Pyrmont, vom Landkreis Hannover die Gemeinden Pattensen und Springe, vom Landkreis Holzminden die Samtgemeinde Polle                                                  |
| 42  | Holzminden                   | Landkreis Holzminden ohne die Samtgemeinde Polle, Landkreis Alfeld (Leine), vom Landkreis Hildesheim die Gemeinde Nordstemmen, vom Landkreis Northeim die Gemeinden Dassel und Einbeck |
| 43  | Hildesheim                   | Landkreis Hildesheim ohne Nordstemmen |
| 44  | Salzgitter                   | Salzgitter, Landkreis Gandersheim, vom Landkreis Wolfenbüttel die Samtgemeinde Baddeckenstedt                                                                                          |
| 45  | Braunschweig                 | Braunschweig |
| 46  | Helmstedt – Wolfsburg        | Landkreis Helmstedt, Wolfsburg, vom Landkreis Wolfenbüttel die Samtgemeinde Sickte und die Gemeinde Cremlingen                                                                         |
| 47  | Goslar – Wolfenbüttel        | Vom Landkreis Goslar die Gemeinden Bad Harzburg, Goslar, Liebenburg und Vienenburg, Landkreis Wolfenbüttel ohne Cremlingen und die Samtgemeinden Sickte und Baddeckenstedt             |
| 48  | Northeim                     | Landkreis Northeim ohne Dassel und Einbeck, Landkreis Goslar ohne Bad Harzburg, Goslar, Liebenburg und Vienenburg, Landkreis Osterode am Harz                                          |
| 49  | Göttingen                    | Landkreis Göttingen |

### Bremen
| Nr. | Wahlkreis                 | Gebiet |
| --- | ------------------------- | --- |
| 50  | Bremen-Ost                | Stadtbezirk Ost, vom Stadtbezirk Mitte der Ortsteil Ostertor, vom Stadtbezirk Süd Obervieland und Huckelriede |
| 51  | Bremen-West               | Stadtbezirk West, Stadtbezirk Mitte ohne Ostertor, Stadtbezirk Süd ohne Obervieland und Huckelriede           |
| 52  | Bremerhaven – Bremen-Nord | Bremerhaven, von Bremen der Stadtbezirk Nord                                                                  |

### Nordrhein-Westfalen
| Nr. | Wahlkreis                                  | Gebiet |
| --- | ------------------------------------------ | --- |
| 53  | Aachen-Stadt                               | Aachen |
| 54  | Aachen-Land                                | Kreis Aachen |
| 55  | Heinsberg                                  | Kreis Heinsberg, vom Kreis Viersen die Gemeinde Niederkrüchten |
| 56  | Düren                                      | Kreis Düren, vom Erftkreis die Gemeinden Bedburg und Elsdorf |
| 57  | Euskirchen – Erftkreis I                   | Kreis Euskirchen, vom Erftkreis die Gemeinden Erftstadt, Bergheim und Kerpen |
| 58  | Erftkreis II                               | Vom Erftkreis die Gemeinden Pulheim, Frechen, Hürth, Brühl und Wesseling, von Köln alle 1975 eingemeindeten linksrheinischen Gebiete                                                                                              |
| 59  | Köln I                                     | Köln (mittlicher Teil) |
| 60  | Köln II                                    | Köln (südwestlicher Teil) |
| 61  | Köln III                                   | Köln (nordwestlicher Teil) |
| 62  | Köln IV                                    | Köln (östlicher Teil) |
| 63  | Bonn                                       | Bonn |
| 64  | Rhein-Sieg-Kreis I                         | Troisdorf, Niederkassel, Sankt Augustin, Königswinter, Alfter, Bad Honnef, Bornheim, Meckenheim, Rheinbach, Swisttal, Wachtberg                                                                                                   |
| 65  | Oberbergischer Kreis – Rhein-Sieg-Kreis II | Oberbergischer Kreis in den Grenzen von 1974, vom Rhein-Sieg-Kreis die Gemeinden Eitorf, Hennef, Lohmar, Much, Neunkirchen-Seelscheid, Ruppichteroth, Windeck und Siegburg                                                        |
| 66  | Rheinisch-Bergischer Kreis                 | Rheinisch-Bergischer Kreis ohne Burscheid, Leichlingen (Rheinland) und Wermelskirchen, vom Oberbergischen Kreis die Gemeinden Wipperfürth, Lindlar und Engelskirchen, von Köln alle 1975 eingemeindeten rechtsrheinischen Gebiete |
| 67  | Leverkusen – Opladen                       | Leverkusen, von Solingen die ehemalige Gemeinde Burg an der Wupper, vom Kreis Mettmann die Gemeinden Langenfeld und Monheim, vom Rheinisch-Bergischen Kreis die Gemeinden Burscheid und Leichlingen (Rheinland)                   |
| 68  | Remscheid                                  | Remscheid, vom Oberbergischen Kreis die Gemeinden Hückeswagen und Radevormwald, vom Rheinisch-Bergischen Kreis die Gemeinde Wermelskirchen                                                                                        |
| 69  | Wuppertal I                                | Wuppertal (westlicher Teil) |
| 70  | Wuppertal II                               | Wuppertal (östlicher Teil) |
| 71  | Solingen                                   | Solingen ohne die ehemalige Gemeinde Burg an der Wupper |
| 72  | Düsseldorf-Mettmann I                      | Vom Kreis Mettmann die Gemeinden Ratingen, Velbert und Heiligenhaus, von Düsseldorf die Stadtteile Angermund, Wittlaer und Hubbelrath, von Essen der Stadtteil Kettwig                                                            |
| 73  | Düsseldorf-Mettmann II                     | Vom Kreis Mettmann die Gemeinden Wülfrath, Erkrath, Haan, Hilden und Mettmann |
| 74  | Düsseldorf I                               | Düsseldorf (nördlicher und linksrheinischer Teil) |
| 75  | Düsseldorf II                              | Düsseldorf (östlicher Teil) |
| 76  | Düsseldorf III                             | Düsseldorf (südlicher Teil) |
| 77  | Neuss – Grevenbroich I                     | Vom Kreis Neuss die Gemeinden Neuss, Dormagen, Kaarst, Korschenbroich und Meerbusch |
| 78  | Rheydt – Grevenbroich II                   | Von Mönchengladbach die ehemaligen Gemeinden Rheydt und Wickrath, vom Kreis Neuss die Gemeinden Grevenbroich, Rommerskirchen und Jüchen,                                                                                          |
| 79  | Mönchengladbach                            | Mönchengladbach und Viersen in den Grenzen von 1974 |
| 80  | Krefeld                                    | Krefeld in den Grenzen von 1974 |
| 81  | Kempen-Krefeld                             | Kreis Viersen ohne Viersen und Niederkrüchten |
| 82  | Moers                                      | Kreis Moers in den Grenzen von 1974 |
| 83  | Kleve                                      | Kreis Kleve und Kreis Geldern in den Grenzen von 1974 |
| 84  | Dinslaken                                  | Kreis Dinslaken und Kreis Rees in den Grenzen von 1974 |
| 85  | Oberhausen                                 | Oberhausen |
| 86  | Mülheim                                    | Mülheim an der Ruhr |
| 87  | Essen I                                    | Essen (nordwestlicher Teil) |
| 88  | Essen II                                   | Essen (nordöstlicher Teil) |
| 89  | Essen III                                  | Essen (südlicher Teil ohne Kettwig) |
| 90  | Duisburg I                                 | Von Duisburg das rechtsrheinische Gebiet nördlich der Ruhr |
| 91  | Duisburg II                                | Von Duisburg das rechtsrheinische Gebiet südlich der Ruhr |
| 92  | Ahaus – Bocholt                            | Kreis Borken ohne Gescher und Isselburg |
| 93  | Tecklenburg                                | Kreis Tecklenburg und Kreis Münster in den Grenzen von 1974 |
| 94  | Beckum – Warendorf                         | Kreis Beckum und Kreis Warendorf in den Grenzen von 1974 |
| 95  | Münster                                    | Münster in den Grenzen von 1974 |
| 96  | Steinfurt – Coesfeld                       | Kreis Steinfurt und Kreis Coesfeld in den Grenzen von 1974 |
| 97  | Gelsenkirchen I                            | Gelsenkirchen (teilweise) |
| 98  | Gelsenkirchen II                           | Gelsenkirchen (teilweise) |
| 99  | Recklinghausen-Land                        | Vom Kreis Recklinghausen die Gemeinden Dorsten, Marl, Herten und Haltern, von Bottrop der Stadtteil Kirchhellen |
| 100 | Recklinghausen-Stadt                       | Vom Kreis Recklinghausen die Gemeinden Recklinghausen, Datteln, Oer-Erkenschwick und Waltrop |
| 101 | Bottrop – Gladbeck                         | Bottrop und Gladbeck in den Grenzen von 1974 |
| 102 | Höxter                                     | Kreis Höxter, Kreis Warburg und Kreis Büren in den Grenzen von 1974 |
| 103 | Bielefeld I                                | Von Bielefeld die Stadtteile Sennestadt, Brackwede, Senne, Gadderbaum und Schröttinghausen, vom Kreis Gütersloh die Gemeinden Gütersloh, Steinhagen, Werther, Borgholzhausen, Versmold, Halle und Schloß Holte-Stukenbrock        |
| 104 | Bielefeld II                               | Bielefeld ohne Sennestadt, Brackwede, Senne, Gadderbaum und Schröttinghausen |
| 105 | Detmold – Lippe                            | Kreis Lippe ohne Kalletal |
| 106 | Paderborn – Wiedenbrück                    | Vom Kreis Paderborn die Gemeinden Paderborn, Bad Lippspringe, Hövelhof, Altenbeken, Borchen und Delbrück, vom Kreis Gütersloh die Gemeinden Verl, Rietberg, Rheda-Wiedenbrück, Langenberg und Herzebrock                          |
| 107 | Herford                                    | Kreis Herford, vom Kreis Lippe die Gemeinde Kalletal |
| 108 | Minden                                     | Kreis Minden-Lübbecke |
| 109 | Lüdinghausen                               | Kreis Lüdinghausen und Hamm in den Grenzen von 1974 |
| 110 | Wanne-Eickel – Wattenscheid                | Wanne-Eickel und Wattenscheid in den Grenzen von 1974 |
| 111 | Herne – Castrop-Rauxel                     | Herne und Castrop-Rauxel in den Grenzen von 1974 |
| 112 | Ennepe-Ruhr-Kreis                          | Ennepe-Ruhr-Kreis in den Grenzen von 1974 |
| 113 | Hagen                                      | Hagen in den Grenzen von 1974 |
| 114 | Dortmund I                                 | Dortmund (südlicher Teil) |
| 115 | Dortmund II                                | Dortmund (nordwestlicher Teil) |
| 116 | Dortmund III                               | Dortmund (nordöstlicher Teil) |
| 117 | Bochum                                     | Bochum (westlicher Teil) |
| 118 | Bochum – Witten                            | Bochum (östlicher Teil) und Witten in den Grenzen von 1974 |
| 119 | Iserlohn                                   | Iserlohn und Kreis Iserlohn in den Grenzen von 1974 |
| 120 | Lippstadt – Brilon                         | Kreis Lippstadt und Kreis Brilon in den Grenzen von 1974 |
| 121 | Olpe – Meschede                            | Kreis Olpe und Kreis Meschede in den Grenzen von 1974 |
| 122 | Arnsberg – Soest                           | Kreis Arnsberg und Kreis Soest in den Grenzen von 1974 |
| 123 | Unna                                       | Kreis Unna in den Grenzen von 1974 |
| 124 | Lüdenscheid                                | Kreis Lüdenscheid in den Grenzen von 1974 |
| 125 | Siegen - Wittgenstein                      | Kreis Siegen-Wittgenstein |

### Hessen
| Nr. | Wahlkreis                        | Gebiet |
| --- | -------------------------------- | --- |
| 126 | Waldeck                          | Landkreis Waldeck-Frankenberg (nördlicher Teil), Landkreis Kassel (westlicher Teil) |
| 127 | Kassel                           | Kassel, Landkreis Kassel (mittlicher Teil) |
| 128 | Werra-Meißner                    | Werra-Meißner-Kreis, Landkreis Kassel (östlicher Teil) |
| 129 | Fritzlar                         | Schwalm-Eder-Kreis (westlicher Teil), Landkreis Waldeck-Frankenberg (südlicher Teil) |
| 130 | Hersfeld                         | Landkreis Hersfeld-Rotenburg, Schwalm-Eder-Kreis (westlicher Teil), Landkreis Fulda (nördlicher Teil) |
| 131 | Marburg                          | Landkreis Marburg-Biedenkopf |
| 132 | Wetzlar                          | Landkreis Wetzlar, Dillkreis |
| 133 | Gießen                           | Gießen, Landkreis Gießen, Vogelsbergkreis (nordwestlicher Teil) |
| 134 | Fulda                            | Landkreis Fulda, Vogelsbergkreis (südöstlicher Teil), Main-Kinzig-Kreis (nordöstlicher Teil) |
| 135 | Hochtaunus                       | Hochtaunuskreis, Landkreis Limburg-Weilburg (östlicher Teil), Main-Taunus-Kreis (nördlicher Teil) |
| 136 | Wetterau                         | Wetteraukreis |
| 137 | Limburg                          | Landkreis Limburg-Weilburg (westlicher Teil), Rheingaukreis, Untertaunuskreis |
| 138 | Wiesbaden                        | Wiesbaden |
| 139 | Hanau                            | Main-Kinzig-Kreis (südlicher Teil) |
| 140 | Frankfurt (Main) I – Main-Taunus | Von Frankfurt am Main die Stadtteile Höchst, Schwanheim, Griesheim, Nied, Sindlingen, Zeilsheim, Unterliederbach, Sossenheim, Rödelheim, Hausen, Praunheim und Goldstein-West sowie vom Main-Taunus-Kreis die Gemeinden Bad Soden, Eschborn, Hattersheim, Kriftel, Liederbach, Schwalbach und Sulzbach |
| 141 | Frankfurt (Main) II              | Innenstadt, Gutleutviertel, Gallusviertel, Westend, Bockenheim, Heddernheim, Ginnheim, Eschersheim, Niederursel, Sachsenhausen, Niederrad, Goldstein-Ost, Altstadt, Bahnhofsviertel, Kalbach und Dornbusch-West                                                                                        |
| 142 | Frankfurt (Main) III             | Nordend, Ostend, Bornheim, Seckbach, Eckenheim, Preungesheim, Bonames, Berkersheim, Fechenheim, Oberrad, Riederwald, Dornbusch-Ost, Frankfurter Berg, Nieder-Erlenbach, Nieder-Eschbach und Harheim |
| 143 | Groß-Gerau                       | Landkreis Groß-Gerau, Main-Taunus-Kreis (südlicher Teil) |
| 144 | Offenbach                        | Offenbach, Landkreis Offenbach (westlicher Teil) |
| 145 | Darmstadt                        | Darmstadt, Landkreis Darmstadt |
| 146 | Dieburg                          | Landkreis Dieburg, Odenwaldkreis, Landkreis Offenbach (östlicher Teil) |
| 147 | Bergstraße                       | Landkreis Bergstraße |

### Rheinland-Pfalz
| Nr. | Wahlkreis         | Gebiet |
| --- | ----------------- | --- |
| 148 | Neuwied           | Landkreis Neuwied, Landkreis Altenkirchen (Westerwald)                                                                    |
| 149 | Ahrweiler         | Landkreis Ahrweiler, Landkreis Mayen-Koblenz (westlicher Teil)                                                            |
| 150 | Koblenz           | Koblenz, Landkreis Mayen-Koblenz (östlicher Teil), Rhein-Hunsrück-Kreis (nördlicher Teil)                                 |
| 151 | Cochem            | Landkreis Cochem-Zell, Rhein-Hunsrück-Kreis (südlicher Teil), Landkreis Bernkastel-Wittlich (südlicher Teil)              |
| 152 | Kreuznach         | Landkreis Bad Kreuznach, Landkreis Birkenfeld                                                                             |
| 153 | Bitburg           | Landkreis Bitburg-Prüm, Landkreis Bernkastel-Wittlich (nördlicher Teil), Landkreis Daun                                   |
| 154 | Trier             | Trier, Landkreis Trier-Saarburg                                                                                           |
| 155 | Montabaur         | Westerwaldkreis, Rhein-Lahn-Kreis                                                                                         |
| 156 | Mainz             | Mainz, Landkreis Mainz-Bingen (nordwestlicher Teil)                                                                       |
| 157 | Worms             | Worms, Landkreis Alzey-Worms, Landkreis Mainz-Bingen (südöstlicher Teil)                                                  |
| 158 | Frankenthal       | Frankenthal (Pfalz), Landkreis Ludwigshafen (nördlicher Teil), Donnersbergkreis, Landkreis Bad Dürkheim (nördlicher Teil) |
| 159 | Ludwigshafen      | Ludwigshafen am Rhein, Landkreis Ludwigshafen (mittlicher Teil)                                                           |
| 160 | Neustadt – Speyer | Neustadt an der Weinstraße, Speyer, Landkreis Bad Dürkheim (südlicher Teil), Landkreis Ludwigshafen (südlicher Teil)      |
| 161 | Kaiserslautern    | Kaiserslautern, Landkreis Kaiserslautern, Landkreis Kusel                                                                 |
| 162 | Pirmasens         | Pirmasens, Landkreis Pirmasens, Zweibrücken                                                                               |
| 163 | Landau            | Landau in der Pfalz, Landkreis Germersheim, Landkreis Landau-Bad Bergzabern                                               |

### Baden-Württemberg
| Nr. | Wahlkreis                    | Gebiet |
| --- | ---------------------------- | --- |
| 164 | Stuttgart I                  | Bad Cannstatt, Stammheim, Zuffenhausen, Mühlhausen, Münster, Feuerbach, Weilimdorf und Botnang                                       |
| 165 | Stuttgart II                 | Stuttgart-Mitte, Stuttgart-Ost, Stuttgart-Nord, Birkach, Hedelfingen, Untertürkheim, Obertürkheim, Plieningen, Sillenbuch und Wangen |
| 166 | Stuttgart III                | Stuttgart-West, Stuttgart-Süd, Vaihingen, Möhringen und Degerloch                                                                    |
| 167 | Ludwigsburg                  | Landkreis Ludwigsburg (nördlicher Teil)                                                                                              |
| 168 | Heilbronn                    | Heilbronn, Landkreis Heilbronn (südlicher Teil)                                                                                      |
| 169 | Leonberg – Vaihingen         | Landkreis Ludwigsburg (südlicher Teil), Landkreis Böblingen (westlicher Teil), Enzkreis (östlicher Teil)                             |
| 170 | Nürtingen                    | Landkreis Esslingen (südlicher Teil), Landkreis Böblingen (östlicher Teil),                                                          |
| 171 | Esslingen                    | Landkreis Esslingen (nördlicher Teil)                                                                                                |
| 172 | Göppingen                    | Landkreis Göppingen |
| 173 | Ulm                          | Ulm, Alb-Donau-Kreis (östlicher Teil)                                                                                                |
| 174 | Aalen – Heidenheim           | Ostalbkreis (östlicher Teil), Landkreis Heidenheim                                                                                   |
| 175 | Schwäbisch Gmünd – Backnang  | Ostalbkreis (westlicher Teil), Rems-Murr-Kreis (nördlicher Teil), Landkreis Schwäbisch Hall (südlicher Teil)                         |
| 176 | Crailsheim                   | Hohenlohekreis, Main-Tauber-Kreis (teilweise), Landkreis Schwäbisch Hall (teilweise)                                                 |
| 177 | Waiblingen                   | Rems-Murr-Kreis (südlicher Teil) |
| 178 | Karlsruhe                    | Karlsruhe |
| 179 | Mannheim I                   | Mannheim (nördlicher Teil) |
| 180 | Mannheim II                  | Mannheim (südlicher Teil), Rhein-Neckar-Kreis (westlicher Teil)                                                                      |
| 181 | Heidelberg-Stadt             | Heidelberg, Rhein-Neckar-Kreis (nördlicher Teil)                                                                                     |
| 182 | Pforzheim – Karlsruhe-Land I | Pforzheim, Enzkreis (teilweise), Landkreis Karlsruhe (teilweise)                                                                     |
| 183 | Bruchsal – Karlsruhe-Land II | Landkreis Karlsruhe (teilweise) |
| 184 | Heidelberg-Land – Sinsheim   | Rhein-Neckar-Kreis (östlicher Teil), Landkreis Karlsruhe (teilweise), Landkreis Heilbronn (nördlicher Teil)                          |
| 185 | Tauberbischofsheim           | Neckar-Odenwald-Kreis, Main-Tauber-Kreis (teilweise)                                                                                 |
| 186 | Konstanz                     | Landkreis Konstanz (teilweise), Bodenseekreis (teilweise), Landkreis Sigmaringen (teilweise)                                         |
| 187 | Donaueschingen               | Schwarzwald-Baar-Kreis, Landkreis Konstanz (teilweise), Landkreis Sigmaringen (teilweise), Landkreis Tuttlingen (teilweise)          |
| 188 | Waldshut                     | Landkreis Waldshut, Landkreis Breisgau-Hochschwarzwald (teilweise), Landkreis Lörrach (teilweise)                                    |
| 189 | Lörrach – Müllheim           | Landkreis Lörrach (teilweise), Landkreis Breisgau-Hochschwarzwald (teilweise)                                                        |
| 190 | Freiburg                     | Freiburg im Breisgau, Landkreis Breisgau-Hochschwarzwald (teilweise)                                                                 |
| 191 | Emmendingen – Wolfach        | Landkreis Emmendingen, Ortenaukreis (teilweise),                                                                                     |
| 192 | Offenburg                    | Ortenaukreis (teilweise) |
| 193 | Rastatt                      | Landkreis Rastatt, Baden-Baden, Ortenaukreis (teilweise)                                                                             |
| 194 | Reutlingen                   | Landkreis Reutlingen (teilweise), Landkreis Tübingen                                                                                 |
| 195 | Calw                         | Landkreis Calw, Enzkreis (teilweise), Landkreis Freudenstadt, Landkreis Rottweil (teilweise)                                         |
| 196 | Rottweil                     | Landkreis Rottweil (teilweise), Landkreis Tuttlingen (teilweise)                                                                     |
| 197 | Balingen                     | Zollernalbkreis, Alb-Donau-Kreis (teilweise), Landkreis Reutlingen (teilweise), Landkreis Sigmaringen (teilweise)                    |
| 198 | Biberach                     | Landkreis Biberach, Alb-Donau-Kreis (teilweise), Landkreis Ravensburg (teilweise), Landkreis Sigmaringen (teilweise)                 |
| 199 | Ravensburg                   | Landkreis Ravensburg (teilweise), Bodenseekreis (teilweise)                                                                          |

### Bayern
| Nr. | Wahlkreis        | Gebiet |
| --- | ---------------- | --- |
| 200 | Altötting        | Landkreis Altötting, Landkreis Mühldorf am Inn, Landkreis Erding |
| 201 | Freising         | Landkreis Freising, Landkreis Pfaffenhofen an der Ilm, Landkreis München (teilweise) |
| 202 | Fürstenfeldbruck | Landkreis Fürstenfeldbruck, Landkreis Dachau, Landkreis Landsberg am Lech |
| 203 | Ingolstadt       | Ingolstadt, Landkreis Eichstätt, Landkreis Neuburg-Schrobenhausen |
| 204 | München-Mitte    | Altstadt, Lehel, Ludwigsvorstadt, Isarvorstadt, Maxvorstadt, Untersendling, Neuhausen, Schwabing-West |
| 205 | München-Nord     | Schwabing-Ost, Freimann, Milbertshofen, Moosach, Feldmoching, Hasenbergl |
| 206 | München-Ost      | Haidhausen, Au, Bogenhausen, Ramersdorf, Perlach, Berg am Laim, Trudering, Riem |
| 207 | München-Süd      | Giesing, Harlaching, Mittersendling, Hadern, Thalkirchen, Obersendling, Forstenried, Fürstenried, Solln |
| 208 | München-West     | Schwanthalerhöhe, Gern, Nymphenburg, Laim, Pasing, Allach, Untermenzing, Obermenzing, Aubing, Lochhausen, Langwied |
| 209 | München-Land     | Landkreis München (teilweise), Landkreis Starnberg, Landkreis Miesbach |
| 210 | Rosenheim        | Rosenheim, Landkreis Rosenheim, Landkreis Ebersberg |
| 211 | Traunstein       | Landkreis Traunstein, Landkreis Berchtesgadener Land |
| 212 | Weilheim         | Landkreis Weilheim-Schongau, Landkreis Garmisch-Partenkirchen, Landkreis Bad Tölz-Wolfratshausen |
| 213 | Deggendorf       | Landkreis Deggendorf, Landkreis Freyung-Grafenau |
| 214 | Landshut         | Landshut, Landkreis Kelheim, Landkreis Landshut |
| 215 | Passau           | Passau, Landkreis Passau |
| 216 | Rottal-Inn       | Landkreis Rottal-Inn, Landkreis Dingolfing-Landau |
| 217 | Straubing        | Straubing, Landkreis Regen, Landkreis Straubing-Bogen |
| 218 | Amberg           | Amberg, Landkreis Amberg-Sulzbach, Landkreis Neumarkt in der Oberpfalz |
| 219 | Regensburg       | Regensburg, Landkreis Regensburg |
| 220 | Schwandorf       | Landkreis Schwandorf, Landkreis Cham |
| 221 | Weiden           | Weiden in der Oberpfalz, Landkreis Tirschenreuth, Landkreis Neustadt an der Waldnaab |
| 222 | Bamberg          | Bamberg, Landkreis Bamberg (südlicher Teil), Landkreis Forchheim |
| 223 | Bayreuth         | Bayreuth, Landkreis Bayreuth |
| 224 | Coburg           | Coburg, Landkreis Coburg, Landkreis Kronach |
| 225 | Hof              | Hof, Landkreis Hof, Landkreis Wunsiedel im Fichtelgebirge |
| 226 | Kulmbach         | Landkreis Kulmbach, Landkreis Bamberg (nördlicher Teil), Landkreis Lichtenfels |
| 227 | Ansbach          | Ansbach, Landkreis Ansbach |
| 228 | Erlangen         | Erlangen, Landkreis Nürnberger Land, Landkreis Erlangen-Höchstadt (teilweise) |
| 229 | Fürth            | Fürth, Landkreis Fürth, Landkreis Neustadt an der Aisch-Bad Windsheim, Landkreis Erlangen-Höchstadt (teilweise) |
| 230 | Nürnberg-Nord    | Stadtbezirke Almoshof, Altstadt, St. Lorenz, Altstadt, St. Sebald, Bärenschanze, Bielingplatz, Boxdorf, Buch, Buchenbühl, Dutzendteich, Eberhardshof, Erlenstegen, Flughafen, Galgenhof, Gleißhammer, Glockenhof, Gostenhof, Großgründlach, Guntherstraße, Himpfelshof, Kraftshof, Laufamholz, Ludwigsfeld, Marienberg, Marienvorstadt, Maxfeld, Mögeldorf, Mooshof, Muggenhof, Neunhof, Pirckheimerstraße, Sandberg, Schafhof, Schleifweg, Schmausenbuckstraße, Schniegling, Schoppershof, St. Jobst, St. Johannis, Tafelhof, Thon, Tullnau, Uhlandstraße, Veilhof, Westfriedhof, Wetzendorf, Wöhrd, Zerzabelshof und Ziegelstein             |
| 231 | Nürnberg-Süd     | Stadtbezirken Altenfurt, Moorenbrunn, Altenfurt Nord, Beuthener Straße, Brunn, Dianastraße, Eibach, Fischbach, Gaismannshof, Gartenstadt, Gebersdorf, Gibitzenhof, Großreuth bei Schweinau, Gugelstraße, Hasenbuck, Höfen, Hohe Marter, Hummelstein, Katzwang, Reichelsdorf Ost, Reichelsdorfer Keller, Katzwanger Straße, Kornburg, Worzeldorf, Krottenbach, Mühlhof, Langwasser Nordost, Langwasser Nordwest, Langwasser Südost, Langwasser Südwest, Maiach, Rangierbahnhof, Rangierbahnhof-Siedlung, Reichelsdorf, Röthenbach Ost, Röthenbach West, Sandreuth, Schweinau, St. Leonhard, Steinbühl, Sündersbühl, Trierer Straße und Werderau |
| 232 | Roth             | Landkreis Roth, Schwabach, Landkreis Weißenburg-Gunzenhausen |
| 233 | Aschaffenburg    | Aschaffenburg, Landkreis Aschaffenburg |
| 234 | Bad Kissingen    | Landkreis Bad Kissingen, Landkreis Rhön-Grabfeld, Landkreis Haßberge |
| 235 | Main-Spessart    | Landkreis Main-Spessart, Landkreis Miltenberg |
| 236 | Schweinfurt      | Schweinfurt, Landkreis Schweinfurt, Landkreis Kitzingen |
| 237 | Würzburg         | Würzburg, Landkreis Würzburg |
| 238 | Augsburg-Stadt   | Augsburg |
| 239 | Augsburg-Land    | Landkreis Augsburg, Landkreis Aichach-Friedberg |
| 240 | Donau-Ries       | Landkreis Donau-Ries, Landkreis Dillingen an der Donau |
| 241 | Neu-Ulm          | Landkreis Neu-Ulm, Landkreis Günzburg |
| 242 | Oberallgäu       | Landkreis Oberallgäu, Landkreis Lindau (Bodensee), Kempten (Allgäu) |
| 243 | Ostallgäu        | Landkreis Ostallgäu, Landkreis Unterallgäu, Kaufbeuren, Memmingen |

### Saarland
| Nr. | Wahlkreis      | Gebiet |
| --- | -------------- | --- |
| 244 | Saarbrücken I  | Vom Stadtverband Saarbrücken die Gemeinden Saarbrücken und Kleinblittersdorf |
| 245 | Saarbrücken II | Vom Stadtverband Saarbrücken die Gemeinden Heusweiler, Friedrichsthal, Quierschied, Sulzbach/Saar, Großrosseln, Püttlingen, Riegelsberg und Völklingen, vom Landkreis Saarlouis die Gemeinden Schwalbach und Wadgassen |
| 246 | Saarlouis      | Vom Landkreis Saarlouis die Gemeinden Dillingen/Saar, Nalbach, Rehlingen, Saarlouis, Saarwellingen, Überherrn und Wallerfangen, Landkreis Merzig-Wadern                                                                |
| 247 | St. Wendel     | Landkreis St. Wendel, vom Landkreis Neunkirchen die Gemeinden Eppelborn, Illingen, Merchweiler, Ottweiler und Schiffweiler, vom Landkreis Saarlouis die Gemeinden Lebach und Schmelz                                   |
| 248 | Homburg        | Saar-Pfalz-Kreis, vom Landkreis Neunkirchen die Gemeinden Neunkirchen und Spiesen-Elversberg |